# ЦВК
ЦВК, Цифровой Вычислительный Комплекс — комплексные цифровые ЭВМ различного состава, аппаратного исполнения и предназначения. Обычно военного назначения. Термин входит в русскоязычный военно-технический словарь. Не имеет прямого аналога в других языках.
БЦВК — Бортовой ЦВК.
Также именуется как (Б)ЦВМ — Цифровая Вычислительная Машина.

## Различные ЦВК
- 5Э26 (5Э261, 5Э262, 5Э265, 5Э266), 5Э92б, 5Э51, 5Э65, 5Э67[1]
- 5Э65, 5Э67, 40У6[2]
- 5Э93, 5Э94; Гранит 5Э75-С1, 5Э75-П1; СВУ 5Э94М, 5Э75,[3]
- 5Э53 (МКСК), 5Э66 М-10 (ЭВМ М. А. Карцева, НИИ ВК (МРП)[4]
- Т-340А и К-340А — модулярные ЭВМ (вычисления производились на основе системы остаточных классов) разработанные в 1960—1966 годах для РЛС «Дунай-3УП» системы противоракетной обороны (ПРО) А-35, первые ЭВМ, производительность которых превысила 1 млн оп/с[5]

## БЦВК
- Аргон-16, Салют-5Б[6]
- Аргон А-15АР[7], ЕА-102[8]

## БЦВМ
- ЭВМ «Багет-53», БЦВМ-486-Y-XX[9]
- ЭВМ Аргон «А-15»[10]